# Distrikt Succha
Der Distrikt Succha liegt in der Provinz Aija in der Region Ancash in West-Peru. Der Distrikt wurde am 21. Dezember 1907 gegründet. Er besitzt eine Fläche von 77,4 km². Beim Zensus 2017 wurden 752 Einwohner gezählt. Im Jahr 1993 lag die Einwohnerzahl bei 1061, im Jahr 2007 bei 905. Die Distriktverwaltung befindet sich in der 3129 m hoch gelegenen Ortschaft Succha mit 312 Einwohnern (Stand 2017). Succha befindet sich 6,5 km südwestlich der Provinzhauptstadt Aija.

## Geographische Lage
Der Distrikt Succha liegt an der Westflanke der Cordillera Negra im Süden der Provinz Aija. Der Río Aija, Oberlauf des Río Huarmey, fließt entlang der nordwestlichen Distriktgrenze nach Südwesten.
Der Distrikt Succha grenzt im Nordwesten an die Distrikte Coris und Huacllán, im Nordosten an den Distrikt Aija sowie im Süden an die Distrikte Malvas und Huayán (beide in der Provinz Huarmey).